# Badkledingprotesten in Sydney van 1907

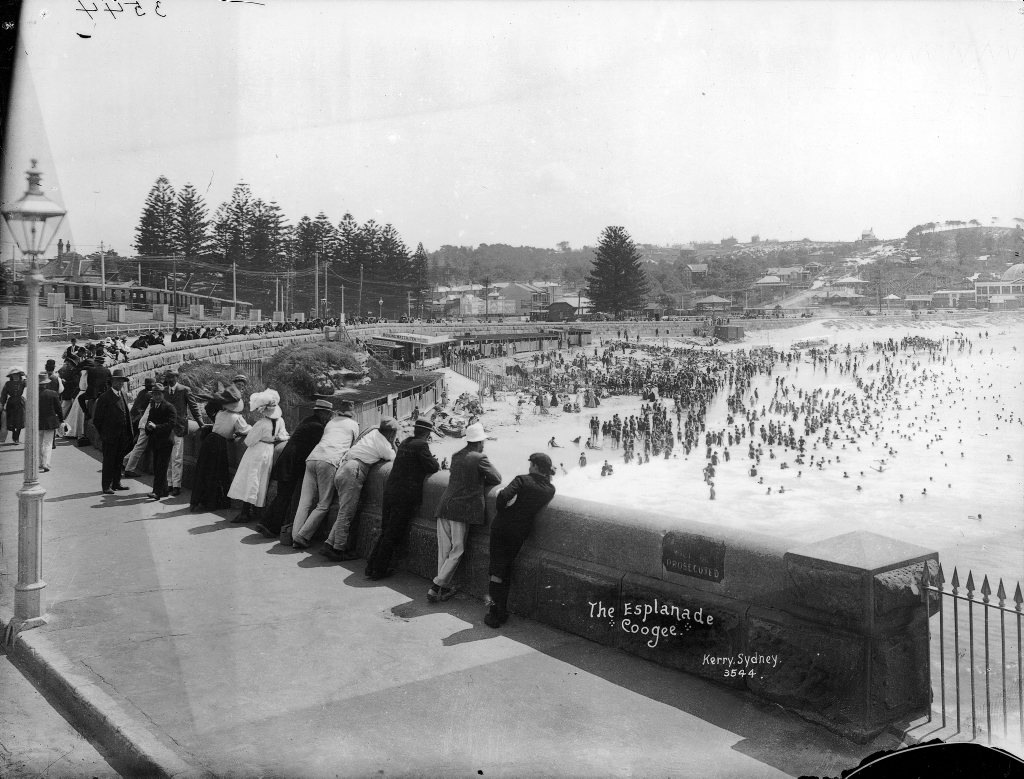
De demonstratie te Coogee

De badkledingprotesten in Sydney van 1907 waren een reactie op een door het bestuursgebied Waverly voorgestelde verordening om mannelijke strandgangers te verplichten een rok-achtig tuniek te dragen. In de ochtend van 20 oktober 1907 stroomden duizenden strandfanaten in vrouwelijke kledij de stranden op om het voorstel op ludieke wijze te bespotten. Het protest op Bondi Beach was volgens media het grootst van de drie (te weten Bondi, Coogee en Manly), daar er naar verluidt "een mensenzwerm" de demonstratie aanschouwde. De protesten werden door het volk en door de media erg positief ontvangen. Ze hadden succes tot gevolg: uiteindelijk werd de verordening niet in het reglement opgenomen.

## Het bestreden voorstel
Omdat strandbezoek – en vooral zwemmen – tegen het eind van het victoriaans tijdperk steeds populairder werd, ontstond er de discussie over hoeveel bloot eigenlijk toegestaan zou moeten worden. Naarmate de badkleding korter en bloter werd gemaakt om het zwemmen te vergemakkelijken, steeg de weerstand uit de hoek van hen die aanstoot namen aan zulk "exhibitionisme". Op veel plaatsen werd wetgeving doorgevoerd die een beperking stelde aan het blootgehalte van zwemkleding.
De raad van Waverly was van mening dat mannen zich op het strand niet minder bedekt mochten kleden dan vrouwen. Het voorstel hield in dat mannen een rok zouden dragen die tot de knieën reikte en ook de armen moesten tot aan de elleboog bedekt zijn. Verder zou het "rondhangen" op stranden verboden worden en zou communicatie tussen strandgangers en niet-strandgangers niet meer toegestaan zijn.

## Reacties
De weerstand tegen het voorstel uitte zich verder in o.a. de Australische media. Zo schreef de krant The Sydney Morning Herald dat het voorstel "een falen van de hersenen van de overheid" was. In hetzelfde artikel werd opgemerkt dat "het te gek voor woorden zou zijn als zowel mannen als vrouwen, jong en oud, gehuld moesten gaan in een soort rok" en dat "van deze wetgeving al snel duizenden mensen een slachtoffer zouden worden, zij het door bestraffing na overtreding of door simpelweg nooit meer naar het strand te gaan, tenzij de mening van het volk snel en krachtig tot uiting gebracht wordt."
Ook buiten Sydney werd er door overheden (negatief) naar dit voorstel verwezen bij het creëren van eigen verordeningen betreffende badkleding. De burgemeester van het stadje Euroa in Victoria (Australië) stelde ook voor degelijke bedekking van schouders tot knie verplicht te stellen, maar wilde "niet zo ver gaan er ook nog eens een rok bij voor te schrijven."